# Leichtathletik-Weltmeisterschaften 2015/Teilnehmer (Kap Verde)
| Gelbes Symbol für Goldmedaillen mit stilisierten Olympischen Ringen | Graues Symbol für Silbermedaillen mit stilisierten Olympischen Ringen | Braundes Symbol für Bronzemedaillen mit stilisierten Olympischen Ringen |
| ------------------------------------------------------------------- | --------------------------------------------------------------------- | ----------------------------------------------------------------------- |
| —                                                                   | —                                                                     | —                                                                       |

Der Leichtathletikverband Kap Verdes, die Federação Caboverdiana de Atletismo (FCA), nominierte eine Athletin für die Leichtathletik-Weltmeisterschaften 2015 im chinesischen Peking.

## Ergebnisse

### Frauen

#### Laufdisziplinen
| Athletin      | Disziplin | Vorlauf      | Vorlauf | Halbfinale         | Halbfinale         | Finale             | Finale             |
| Athletin      | Disziplin | Zeit         | Platz   | Zeit               | Platz              | Zeit               | Platz              |
| ------------- | --------- | ------------ | ------- | ------------------ | ------------------ | ------------------ | ------------------ |
| Lidiane Lopes | 100 m     | 12,43 s (NR) | 49      | nicht qualifiziert | nicht qualifiziert | nicht qualifiziert | nicht qualifiziert |